# Marek Haliniak
Marek Haliniak (ur. 24 maja 1964) – polski urzędnik, specjalista ochrony środowiska. W latach 2006–2008 i 2016–2018 Główny Inspektor Ochrony Środowiska.

## Życiorys

### Kariera naukowa
Absolwent Wydziału Inżynierii Chemicznej i Procesowej Politechniki Warszawskiej. Jego praca magisterska z zakresu ochrony powietrza została nagrodzona przez Ministra Ochrony Środowiska i Stowarzyszenie Inżynierów Przemysłu Chemicznego. Pracę doktorską w zakresie filozofii „Podstawy filozoficzne ewolucji polityki ekologicznej: od instrumentów ochrony środowiska do zrównoważonego rozwoju” obronił na Wydziale Filozofii Chrześcijańskiej Uniwersytetu Kardynała Stefana Wyszyńskiego. Wykładowca przedmiotu „Bezpieczeństwo ekologiczne” na UKSW, a także zagadnień służby cywilnej i zrównoważonego rozwoju w Krajowej Szkole Administracji Publicznej, w której był zastępcą dyrektora w latach 2008–2015.

### Kariera zawodowa i społeczna
W latach 1986–1989 pracował w Polfie Tarchomin, a w latach 1990–1991 w Zakładzie Aparatury Procesowej Wydziału Inżynierii Chemicznej i Procesowej PW. W latach 1997–1999 był przewodniczącym rady nadzorczej spółki akcyjnej Chemia Wrocław, a w 2006 był członkiem rady nadzorczej Katowickiego Holdingu Węglowego.
Współzałożyciel Stowarzyszenia Absolwentów Krajowej Szkoły Administracji Publicznej, gdzie pełnił funkcję wiceprezesa i prezesa zarządu. W 1998 został ekspertem ds. służby cywilnej Sejmowej Komisji Administracji i Spraw Wewnętrznych. Był również wiceprzewodniczącym Fundacji „Partnerstwo dla Środowiska”. W kadencji 2007–2010 był członkiem Komitetu Przestrzennego Zagospodarowania Kraju przy Prezydium PAN.

### Kariera w służbie cywilnej
W 1993 ukończył studia w Krajowej Szkole Administracji Publicznej i od tego czasu pracuje w służbie cywilnej – początkowo w Kancelarii Prezesa Rady Ministrów. Od 1994 z przerwami pracuje na różnych stanowiskach w Ministerstwie Środowiska. Początkowo jako wicedyrektor Departamentu Polityki Ekologicznej i Integracji Europejskiej, a od 1998 jako dyrektor generalny. Następnie, od 2001, pracował na stanowisku radcy generalnego, będąc odpowiedzialnym za m.in. strategię zrównoważonego rozwoju UE i strategię lizbońską, później (w 2016)  za Inspekcję Ochrony Środowiska. Jako przedstawiciel MŚ przewodniczył radzie nadzorczej Wojewódzkiego Funduszu Ochrony Środowiska w Poznaniu. W latach 1994–1996 był sekretarzem Komisji ds. Ekorozwoju, a w latach 2002–2003 Rady ds. Zrównoważonego Rozwoju. W latach 1999–2001 był członkiem Zespołu ds. Etyki przy Radzie Służby Cywilnej. W 2002 został polskim audytorem w GRECO (Grupa Państw Przeciwko Korupcji przy Radzie Europy). W latach 2006–2008 i 2016–2018 pełnił funkcję Głównego Inspektora Ochrony Środowiska.

## Życie prywatne
Jest żonaty i ma troje dzieci.